# Nemaničky
Nemaničky (německy Schmalzgruben) jsou osada, část obce Nemanice v okrese Domažlice v Plzeňském kraji. Nachází se asi jeden kilometr jihozápadně od Nemanic. Jsou zde evidovány čtyři adresy. V roce 2011 zde trvale žilo sedm obyvatel.
Nemaničky leží v katastrálním území Lísková u Nemanic o výměře 5,09 km².

## Historie
První písemná zmínka o vesnici pochází z roku 1722, kdy jsou doložena jména rodin Kochů a Ringů, kteří zde žily až do jejich vyhnání v roce 1946.
Obě vesnice původně patřily až do roku 1708 spolu s Lískovou do Bavorska. V rámci převodu pozemků za panství Stadionů bylo založeno lesní družstvo.

## Obyvatelstvo
Při sčítání lidu v roce 1921 zde žilo 71 obyvatel, z toho dva Čechoslováci, jeden cizozemec a 68 obyvatel německé národnosti. Všichni obyvatelé se hlásili k římskokatolické církvi.
| Rok            | 1869 | 1880 | 1890 | 1900 | 1910 | 1921 | 1930 | 1950 | 1961 | 1970 | 1980 | 1991 | 2001 | 2011 | 2021 |
| -------------- | ---- | ---- | ---- | ---- | ---- | ---- | ---- | ---- | ---- | ---- | ---- | ---- | ---- | ---- | ---- |
| Počet obyvatel | 73   | 85   | 89   | 96   | 88   | 71   | 59   | 18   | 24   | 3    | –    | 6    | 2    | 7    | 5    |
| Počet domů     | 11   | 11   | 11   | 11   | 11   | 11   | 10   | 8    | –    | 1    | –    | 1    | 2    | 4    | 3    |

## Obecní správa
Při sčítání lidu v letech 1850–1951 Nemaničky byly osadou obce Lísková v okrese Domažlice. Od roku 1952 jsou částí obce Nemanice v okrese Domažlice.